# Amorphophallus konjac
Língua-do-diabo (Amorphophallus konjac; sin. A. rivieri; Japonês: 蒟蒻/菎蒻; こんにゃく; konnyaku; em Coreano 곤약; gonyak; chinês: 蒟蒻, pinyin: jǔ ruò), também conhecida pelos estrangeirismos konjak, konjaku, voodoo lily, ou elephant yam (mesmo nome usado para a A. paeoniifolius), é uma planta do género Amorphophallus.
A planta é nativa do Sudeste Asiático, englobando o Japão, China até ao sul da Indonésia, sendo muito utilizado na culinária dessas regiões. É usada no veganismo como substituto de gelatina e do sabor de frutos do mar.

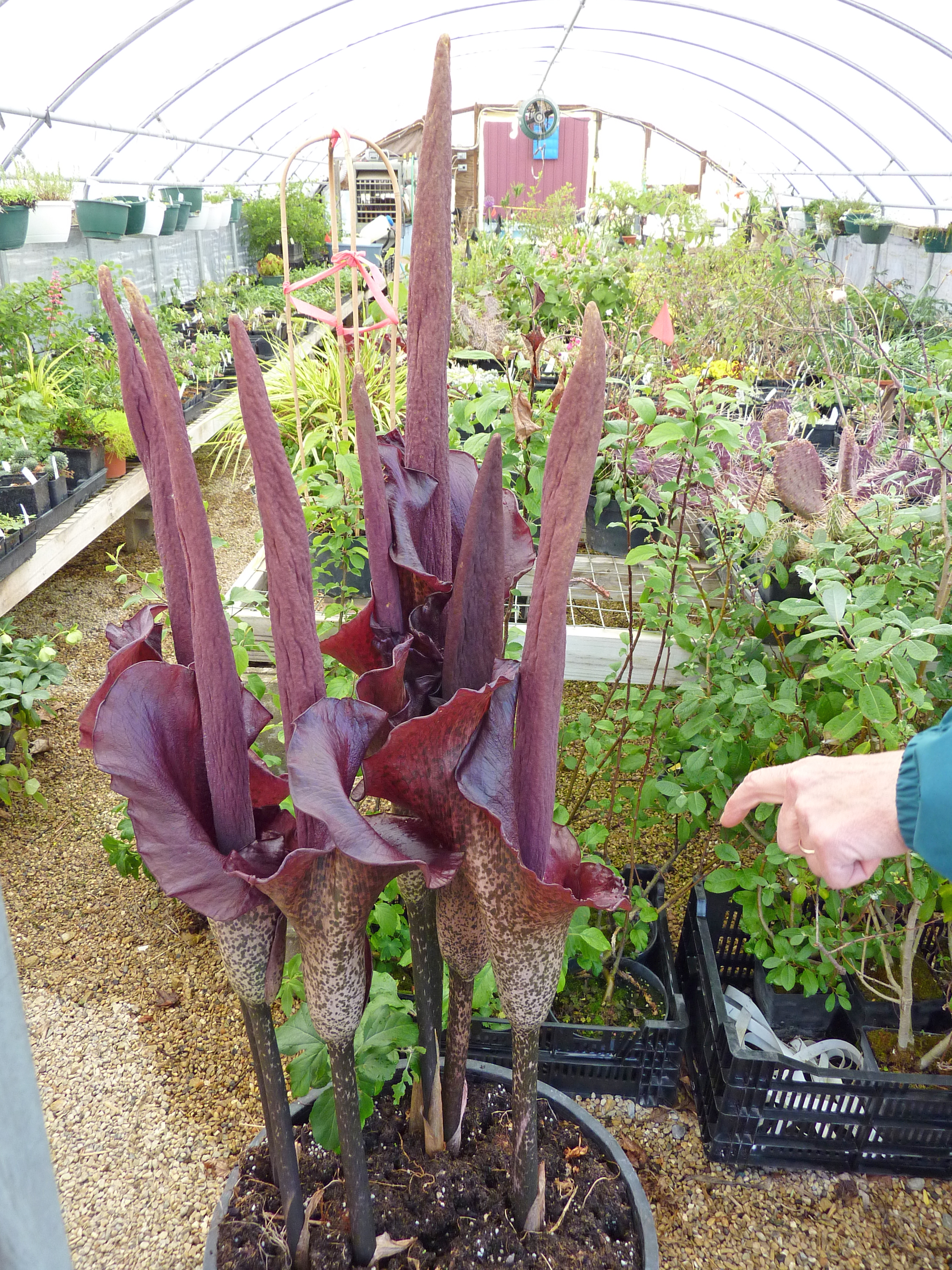
Um espécime de Amorphophallus konjac em flor

## História
As formas selvagens são naturais da China e no Sudeste Asiático. O Konjac é utilizado no Japão desde o século VI. No Japão, o dia 29 de maio é celebrado como dia do konjac.

## Cultivo
No Japão, mais de 90% de todo o konjac produzido internamente é feito na província de Gunma.
No Brasil, o konjac é produzido em pequena escala.
No Vietnã, o konjac é cultivado principalmente na província de An Giang. Os rebentos são coletados e transformados em farinha. A farinha é usada para fazer bebidas, bolos e macarrão.
Depois de plantada, demora cerca de três anos para chegar ao ponto de colheita.

## Culinária

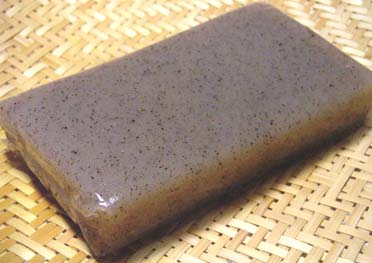
Tijolo de konnyaku

O konnyaku ou konhaku, (em japonês, 蒟蒻/菎蒻; こんにゃく), ou simplesmente konjac, é um alimento da culinária japonesa produzido a partir do tubérculo da planta konjac. É comercializado em forma de bloco gelatinoso, fios de macarrão ou em pó. No processo de fabricação do konnnyaku, é usado cal e/ou soda cáustica, no entanto, ele é lavado e cozido para remover quaisquer resquícios destes produtos. De acordo com o Centro de Chado Urasenke do Brasil, o cheiro deles ainda fica presente no alimento mas pode ser removido com sal ou com cozimento. Ele é rico em fibras, principalmente glucomanan, e tem um baixo valor calórico, desta forma é considerado um alimento dietético. Pode ser usado como um dos ingredientes das comidas típicas japonesas sukiyaki e gyudon.
No final de 2001 a FDA (U.S. Food and Drug Administration) proibiu a importação de balas (rebuçados) de kon'nyaku que eram comercializadas em supermercados dos Estados Unidos como balas de geleia com apelo para consumo infantil. A geleia mostrou-se imprópria para consumo por crianças por apresentar perigo de asfixia, primeiro, porque o tamanho não era adequado para crianças pequenas, segundo, porque a bala de kon'nyaku não se dissolvia na boca como as balas comuns, e acabavam sendo engolidas.

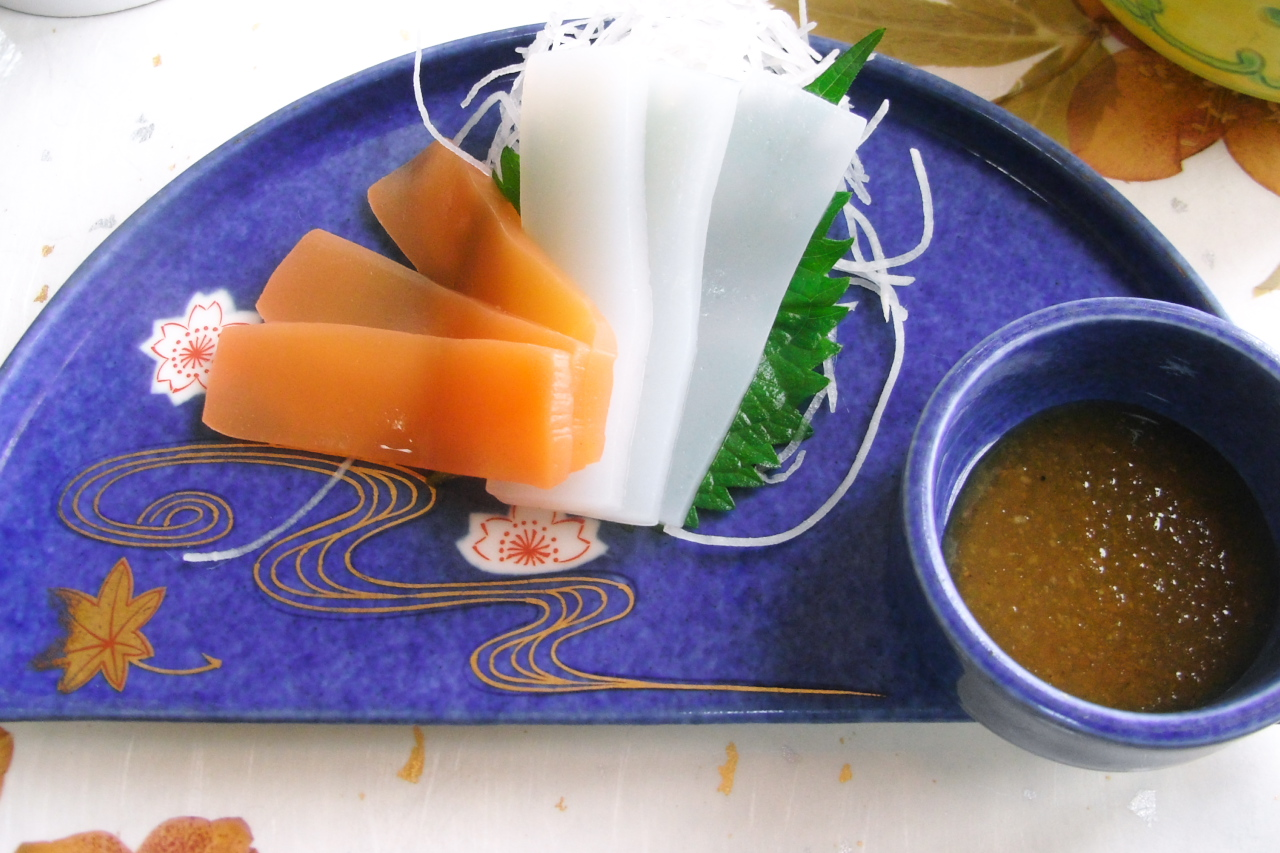
Sashimi de kon'nyaku

O pó do tubérculo Konjac tem um cheiro perceptível de peixe e é usado como ingrediente alternativo à frutos do mar em produtos veganos ou como alternativa à gelatina. Para a culinária chinesa, fios finos de gel de konjac podem ser usados como substitutos das barbatanas de tubarão no preparo de uma versão vegetal da sopa de barbatana de tubarão.

## Medicina
O cormo seco da planta konjac contém cerca de 40% de goma glucomanana. Este polissacarídeo faz da geléia de konjac uma substância viscosa que pode ser usada na medicina tradicional chinesa e japonesa.